# فورد دل ریو
فورد دل ریو (انگلیسی: Ford Del Rio) یک مدل استیشن واگن است که توسط شرکت خودروسازی فورد از سال ۱۹۵۷ تا ۱۹۵۸ تولید شد. این مدل بر اساس واگن فورد رنچ ساخته شد اما دارای طرح رنگ منحصر به فرد دو رنگ، تریم طلای آنودایز شده و تریم چوب شبیه‌سازی شده در قسمت بیرونی بود. این خودرو برای مصرف‌کنندگانی طراحی شده بود که خواهان یک استیشن واگن شیک و مجلل بودند.
دل ریو از یک موتور V8 بهره می‌برد که تا ۲۴۵ اسب بخار قدرت تولید می‌کرد که در مقایسه با سایر واگن‌های آن زمان افزایش قابل توجهی در قدرت داشت. همچنین دارای گیربکس سه سرعته دستی، فرمان برقی و ترمزهای برقی بود. این خودرو دارای فضای داخلی جادار با صندلی برای حداکثر نه سرنشین بود.
یکی از متمایزترین ویژگی‌های دل ریو، تریم چوبی شبیه‌سازی شده آن بود که از وینیل ساخته شده بود و بر روی نمای بیرونی خودرو اعمال می‌شد. این به خودرو ظاهری منحصربه‌فرد و یکپارچه‌سازی داد که امروزه نیز مورد توجه کلکسیونرها و علاقه‌مندان است.
فورد تنها پس از دو سال تولید دلریو را متوقف کرد، اما این خودرو از آن زمان به یک خودروی کلاسیک تبدیل شده‌است و به دلیل طراحی منحصر به فرد و ظاهر شیک خود مورد توجه قرار گرفته‌است.
Del Rio Export عمدتاً برای مشتریان در آمریکای جنوبی و بخش‌هایی از اروپا عرضه شد و برای رقابت با سایر واگن‌های ممتاز مانند شورولت نوماد و پلیموث اسپورت سابربن طراحی شد. در حالی که تنها چند سال تولید شد، دل ریو اکسپورت به دلیل طراحی منحصر به فرد و ویژگی‌های ممتازش به یک خودروی کلاسیک مورد تقاضا تبدیل شده‌است.